# Flugplatz Schönwalde

i7
i11
i13
Der Flugplatz Schönwalde ist ein ehemaliger Militärflugplatz im Landkreis Havelland. Er befindet sich östlich der Gemeinde Schönwalde-Glien und südwestlich von Hennigsdorf bei Berlin.

## Geschichte

### Bis April 1945
Die Geheimplanungen zur Wiederaufrüstung Deutschlands sahen bereits im Jahre 1934 die Errichtung eines Flugplatzes im genannten Gebiet vor.
Im Jahre 1935 kaufte das Reichsluftfahrtministerium größere Geländestücke im Bereich des späteren Flugplatzes und begann mit der Errichtung von Holzbaracken im nördlichen Geländeteil zur Unterbringung der Arbeiter. Umfangreiche Meliorationsarbeiten ermöglichten eine Entwässerung des späteren Flugfeldes auf dem Gebiet des Teufelsbruchs. In mehreren Bauabschnitten entstand bis 1939 ein vollständiger Fliegerhorst mit einer betonierten und beleuchteten Start-Landebahn sowie Funkfeuer und mehreren Flugzeughallen. Der Flugplatz verfügte darüber hinaus über einen Gleisanschluss an die Bötzowbahn und Kasernenbauten. Für die Versorgung wurden zusätzlich eine Küche, ein Casino und ein Freibad errichtet.
Im Jahre 1935 verlegte die Flieger-, Übungs- und Ausbildungsstelle (FÜS) Hennigsdorf vom nahe gelegenen AEG-Werksflugplatz Nieder Neuendorf zum damals noch „Sportflugplatz Hennigsdorf“ genannten Flugplatz Schönwalde. Ende 1936 wurde die FÜS in die Flugzeugführerschule (FFS) A/B 11 umgestaltet, in der bis 1943 Flugzeugführer für die deutsche Luftwaffe ausgebildet wurden. Im Jahr 1943 wurde Schönwalde Standort der Ergänzungs- und Transportfliegergruppe des XIV. Fliegerkorps.
Der zuvor schon geräumte Flugplatz Schönwalde wurde am 24. April 1945 von sowjetischen Truppen der 1. Belorussischen Front ohne nennenswerte Gegenwehr erobert.

### Nach April 1945
Die Lage des Flugplatzes in der alliierten Kontrollzone und mitten im Luftkorridor nach Berlin, der eine Anmeldung jeglicher Flugbewegung bei der alliierten Flugsicherungszentrale erfordert hätte, verbot die intensive Weiternutzung des Standortes Schönwalde als Flugplatz genauso wie die Tatsache, dass die Lage des Platzes eine Verlängerung der Start-Landebahn, wie sie für die Nutzung durch die nun vermehrt vorkommenden strahlgetriebenen Flugzeuge notwendig gewesen wäre, nicht zuließ. Bis in die Mitte der 1950er-Jahre wurde der Flugplatz noch als solcher genutzt. Hier wurden die ersten sowjetischen Strahlflugzeuge stationiert und von der Organisation Gehlen erkundet. Bis 1965 war hier eine Hubschrauberstaffel stationiert. Nach 1965 wurde das Gelände vom 843. Garde-Artillerieregiment der 25. Garde-Panzerdivision der Gruppe der Sowjetischen Streitkräfte in Deutschland als Kaserne genutzt. Die in Schönwalde stationierten Einheiten der GUS-Streitkräfte übergaben den Standort im Jahre 1992 wieder der deutschen Verwaltung.